# Anglesqueville-l'Esneval
Anglesqueville-l'Esneval is een gemeente in het Franse departement Seine-Maritime (regio Normandië) en telt 499 inwoners (2004). De plaats maakt deel uit van het arrondissement Le Havre.

## Geografie
De oppervlakte van Anglesqueville-l'Esneval bedraagt 4,4 km², de bevolkingsdichtheid is 113,4 inwoners per km².
De onderstaande kaart toont de ligging van Anglesqueville-l'Esneval met de belangrijkste infrastructuur en aangrenzende gemeenten.

## Demografie
Onderstaande figuur toont het verloop van het inwonertal (bron: INSEE-tellingen).